# Gongylidiellum crassipes
Gongylidiellum crassipes es una especie de araña araneomorfa del género Gongylidiellum, familia Linyphiidae. Fue descrita científicamente por Denis en 1952.
Se distribuye por Rumania. El cuerpo del macho mide aproximadamente 1,30 milímetros de longitud y el prosoma 0,70 milímetros.